# Campanha suevo-sármata de Domiciano
Campanha suevo-sármata de Domiciano foi uma campanha militar em três fases realizada pelo imperador romano Domiciano e continuada por Nerva, seu sucessor, contra o povo suevo dos marcomanos e quados e seus aliados sármatas jáziges que habitavam o vale do rio Tibisco entre 89 e 97

## Contexto histórico
Domiciano era filho do primeiro imperador da dinastia Flávia, Vespasiano (r. 69-79), e irmão mais novo de seu antecessor, o imperador Tito (r. 79-81). Ele adotou uma política externa extremamente agressiva sobretudo no ocidente, iniciando uma série de guerras ao longo das fronteiras imperiais, não apenas para torná-las mais seguras mas também para conquistar glória e fama para seu próprio nome.
Em 83, ele iniciou uma campanha militar contra a tribo germânica dos catos para a conquista dos montes Taunus e do chamado Campos Decúmanos. No mesmo ano foi lançada uma ofensiva na Britânia para a conquista da porção setentrional das ilhas Britânicas (moderna Escócia) contra os caledônios. Finalmente, ainda no mesmo ano, os nasamônios, que viviam perto da fronteira da província da África proconsular, foram completamente aniquilados. Em 85, começou a difícil guerra contra os dácios, lideradas pelo rei Decébalo, que durou até o início de 89 e que alterou profundamente o equilíbrio de forças ao longo do baixo Danúbio, um problema que só seria resolvido durante a campanha dácia de Trajano.

### Prelúdio da guerra (89)
O casus belli foi que nem marcomanos e nem quados haviam enviado ajuda aos romanos durante a guerra contra os dácios de Décebalo como mandava o tratado de aliança firmado entre Marobóduo e Tibério em 6, o que deixou Domiciano furioso. Depois de marchar pela fronteira do Reno na primavera de 89, Domiciano chegou à Panônia. Depois de ter condenado à morte membros de uma embaixada germânica enviada para oferecer as desculpas oficiais ao imperador e pedir perdão (a segunda que enviaram), o imperador começou a guerra em Carnunto e deu início à primeira fase da guerra suevo-sarmática.
A expedição contra as populações suevas foi certamente um erro estratégico, pois Domiciano precisou abandonar a guerra na Dácia enquanto estava em posição bastante favorável depois da recente vitória na Batalha de Tapas em 88, aceitando um tratado de paz pouco favorável que acabou adiando a conquista romana da Dácia. Mas é possível que tenha sido, considerando as escassas informações que dispomos, um ataque preventivo por parte dos romanos contra os suevos, que estavam preparando uma invasão à rica província da Panônia.

### Forças romanas
Domiciano reuniu um grande exército composto por várias das legiões danubianas, tropas auxiliares e vexillationes de várias outras legiões. Estiveram na campanha a I Adiutrix, I Italica, II Adiutrix, IIII Flavia, V Macedonica, VII Claudia, XIII Gemina, XIIII Gemina Martia Victrix, XV Apollinaris e a XXI Rapax. Além disto, vieram vexillationes da I Minervia, II Augusta, III Augusta, VIII Augusta, IX Hispana e da XX Valeria Victrix.
O total das forças reunidas girava em torno de 120 000 homens, dos quais 60 000 eram legionários e o restante, auxiliares. No decorrer da campanha, o limes do curso médio do Danúbio foi reforçado por nove legiões, o que resultou na construção de várias novas fortalezas legionárias em Vindobona, Brigetio e Aquinco.

## Guerra

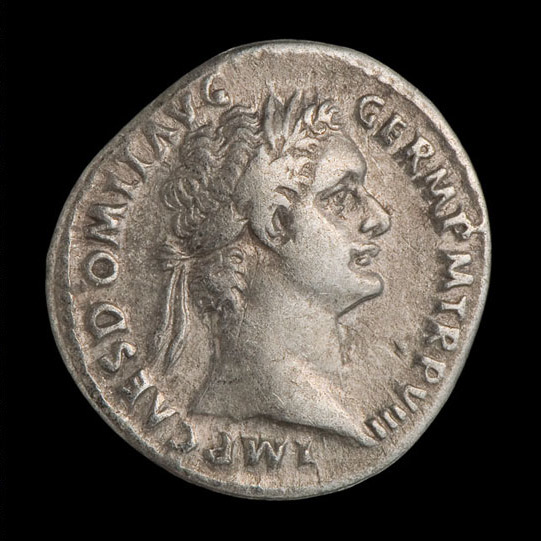
Denário de Domiciano.

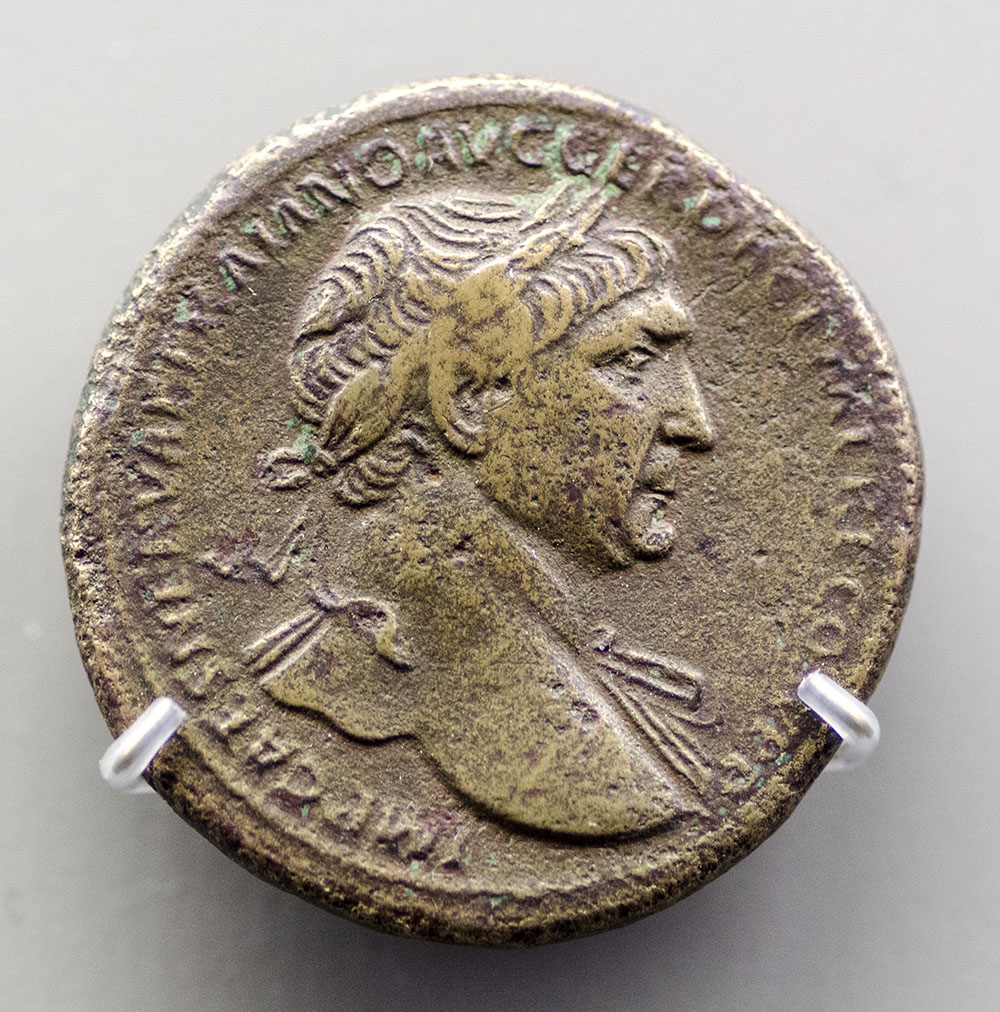
Futuro imperador Trajano, o principal general de Domiciano e responsável pelo final da guerra depois que ele foi assassinado (96).

### Primeira fase (89)
A campanha foi conduzida inteiramente em território inimigo a norte do castro de Carnunto. Foram atacados os assentamentos germânicos vizinhos do Danúbio, na Morávia e talvez também na Eslováquia, mas o resultado foi desastroso para os romanos, que foram duramente derrotados pelos marcomanos. Uma inscrição parece, por outro lado, testemunhar algumas vitórias romanas contra marcomanos, quados e sármatas (jáziges) neste mesmo período.
Por conta disto, Domiciano acabou forçado a terminar a guerra dácia oferecendo um generoso pacto a Decébalo para evitar que fosse atacado simultaneamente em dois fronts.

### Segunda fase (92)
Aparentemente Domiciano passou o período intermediário entre as duas fases tentando isolar diplomaticamente as duas tribos suevas firmando alianças com as tribos que viviam ao norte do território delas, os lúgios e os sêmnones:
| “ | Másio, rei dos semnones, e Ganna (que era uma sacerdotisa virgem sucessora de Veleda na Germânia) se apresentaram a Domiciano e, depois de terem recebidos suas honras por parte do imperador, partiram | ” |
|   | — Suetônio, Vidas dos Doze Césares, Vida de Domiciano V.3. |   |

Isto provocou uma imediata reação entre os quados, que, por sua vez, se aliaram com a tribo sármata vizinha dos jáziges e se preparam para atravessar o Danúbio, que congelou no início de 92.
Nesta nova fase da guerra, o quartel-general provavelmente ficava nas imediações do castro de Aquinco e o território onde os principais confrontos se realizaram foi a planície húngara do Tibisco e a Eslováquia oriental dos quados. À frente do exército romano estava Lúcio Tário Rufo, que aparentemente não conseguiu nenhuma vitória importante, especialmente considerando que uma legião inteira foi destruída pelos jáziges. Provavelmente a V Alaudae, apesar de alguns autores defenderem que foi a XXI Rapax.

### Terceira fase (95?-97)
Na terceira e última fase da guerra, os exércitos romanos, sob o comando geral do futuro imperador Trajano, conduziu uma massiva ofensiva contra os jáziges da Sarmácia e contra os marcomanos. Quados, marcomanos e jáziges, no final de três anos de duros e sangrentos embates, se renderam, como parece testemunhar o Arco de Benevento, além de duas outras inscrições do período. Na primeira, um certo legado militar da XIII Gemina, possivelmente o futuro cônsul em 124, Caio Belício Flaco Torquato Tebaniano, recebeu diversas condecorações ao final da campanha contra os "sármatas" e os "suevos". Na segunda, um centurião chamado Lúcio Acônio Estatura foi premiado por ter combatido contra os germanos e os sármatas.
Trajano, por sua vez, recebeu um triunfo, o título de "Germânico" e foi adotado pelo imperador Nerva (97), o que o tornou herdeiro aparente do império.

## Consequências
A questão dos suevos se inflamou novamente durante o reinado do imperador Adriano, quando o seu herdeiro Lúcio Élio César foi enviado para a fronteira panônia entre 136 e 138. Nos quarenta anos seguintes, quados e marcomanos permaneceram em paz, mas com o inverno de 166/167 houve um primeiro indício de que haveria em breve uma autêntica invasão germânica como já havia três séculos que não se via (desde a época de Mário e a Guerra Címbria). Em 170, uma horda de doze tribos germânicas invadiu o império e se dirigiu para o nordeste da Itália, destruindo Oderzo e cercando Aquileia. Era o início da Guerra Marcomana, que duraria até o final de 188 e obrigou o imperador Marco Aurélio a considerar a anexação do território inimigo, tornando a Marcomânia e a Sarmácia duas novas províncias imperiais.
Contudo, a morte de Marco Aurélio em 180 e o encerramento da guerra por seu filho e herdeiro Cômodo deixou incompleto o desenho estratégico de Roma que previa supostamente um avanço do limes romano para englobar toda a área ao sul dos Cárpatos, uma linha hipotética que unia Vindobona até Troesmis.